# Nuits (Yonne)
Pour les articles homonymes, voir Nuit (homonymie).
Nuits-sur-Armançon redirige ici.

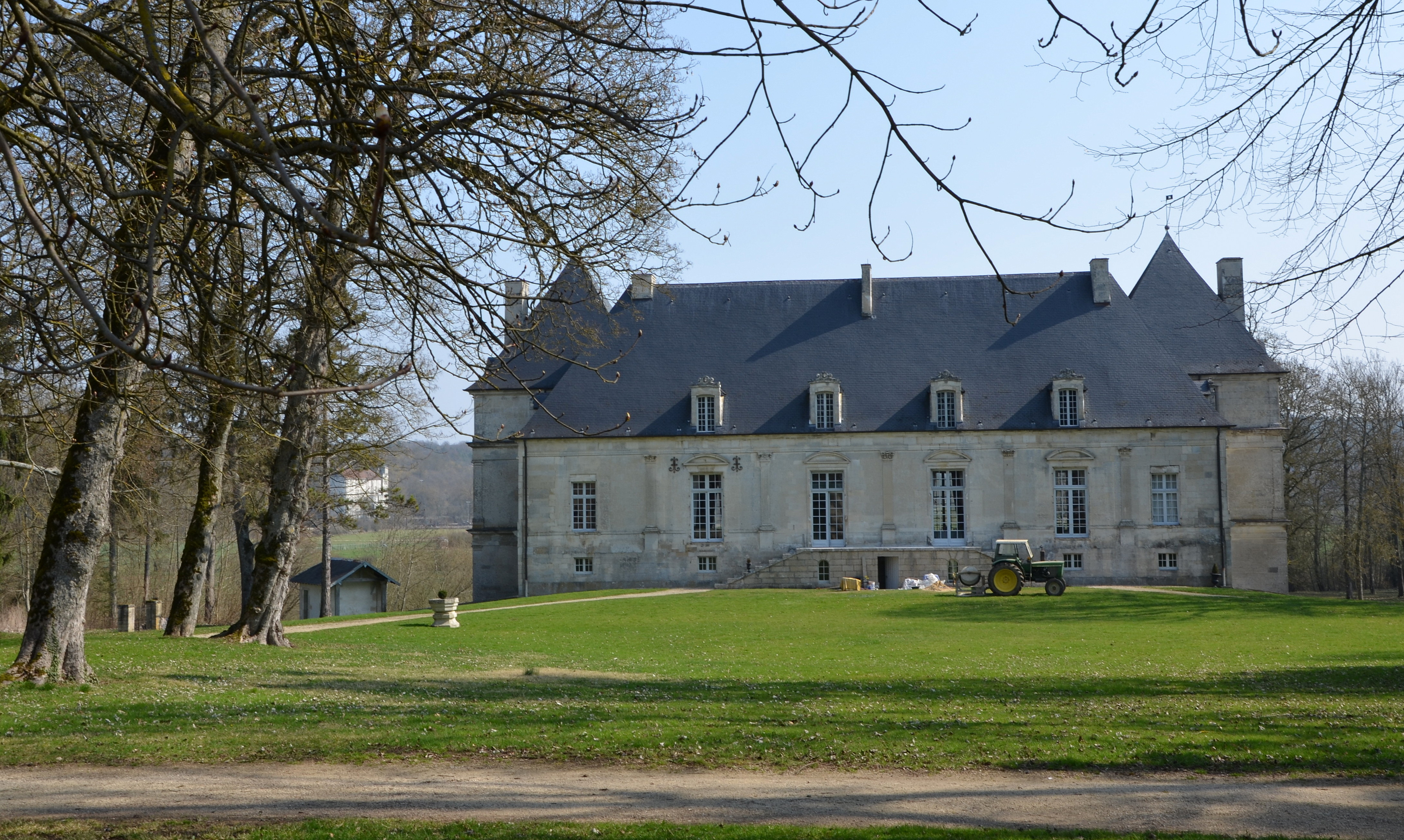
Château de Nuits

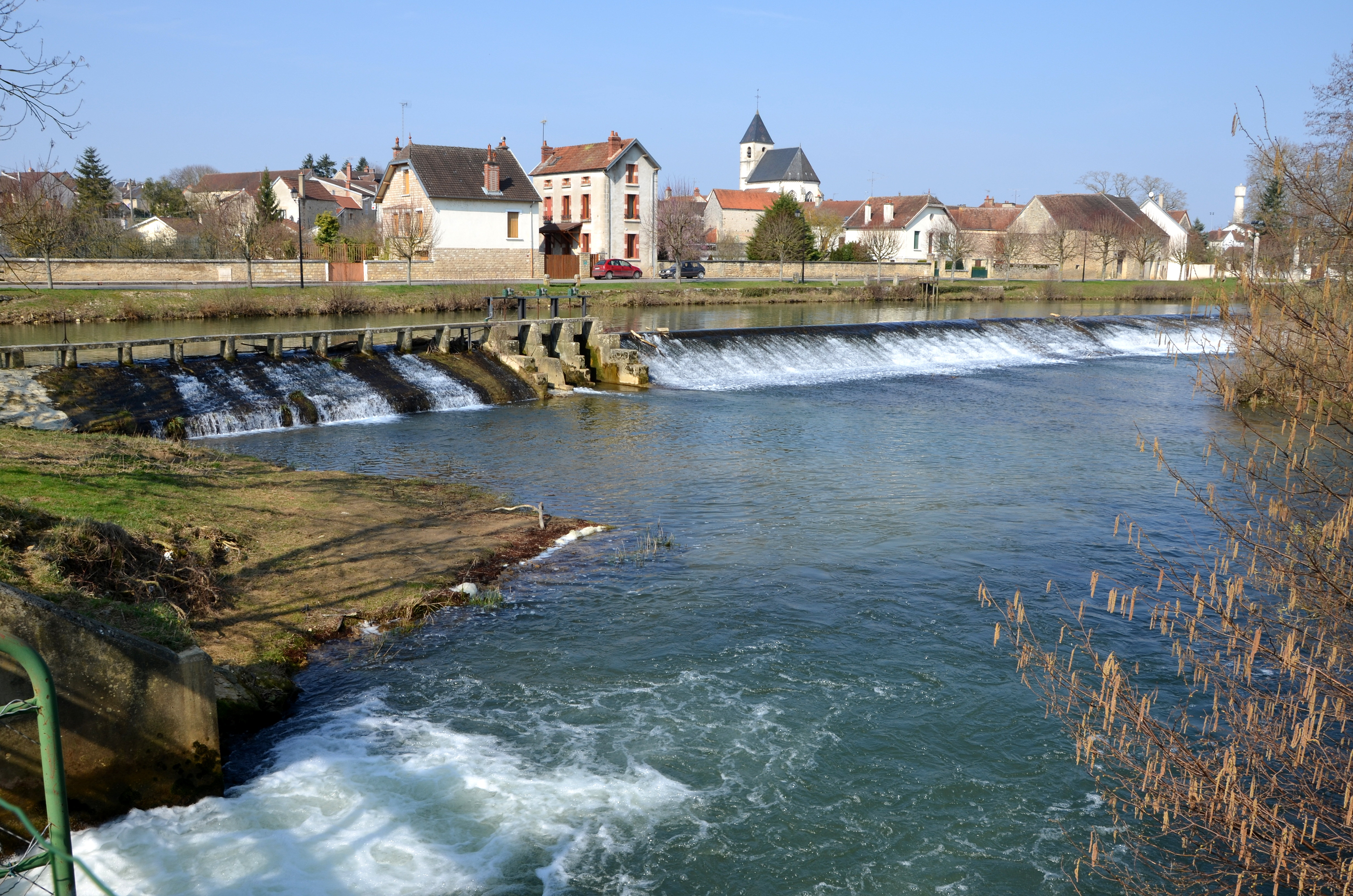
L'Armançon à Nuits

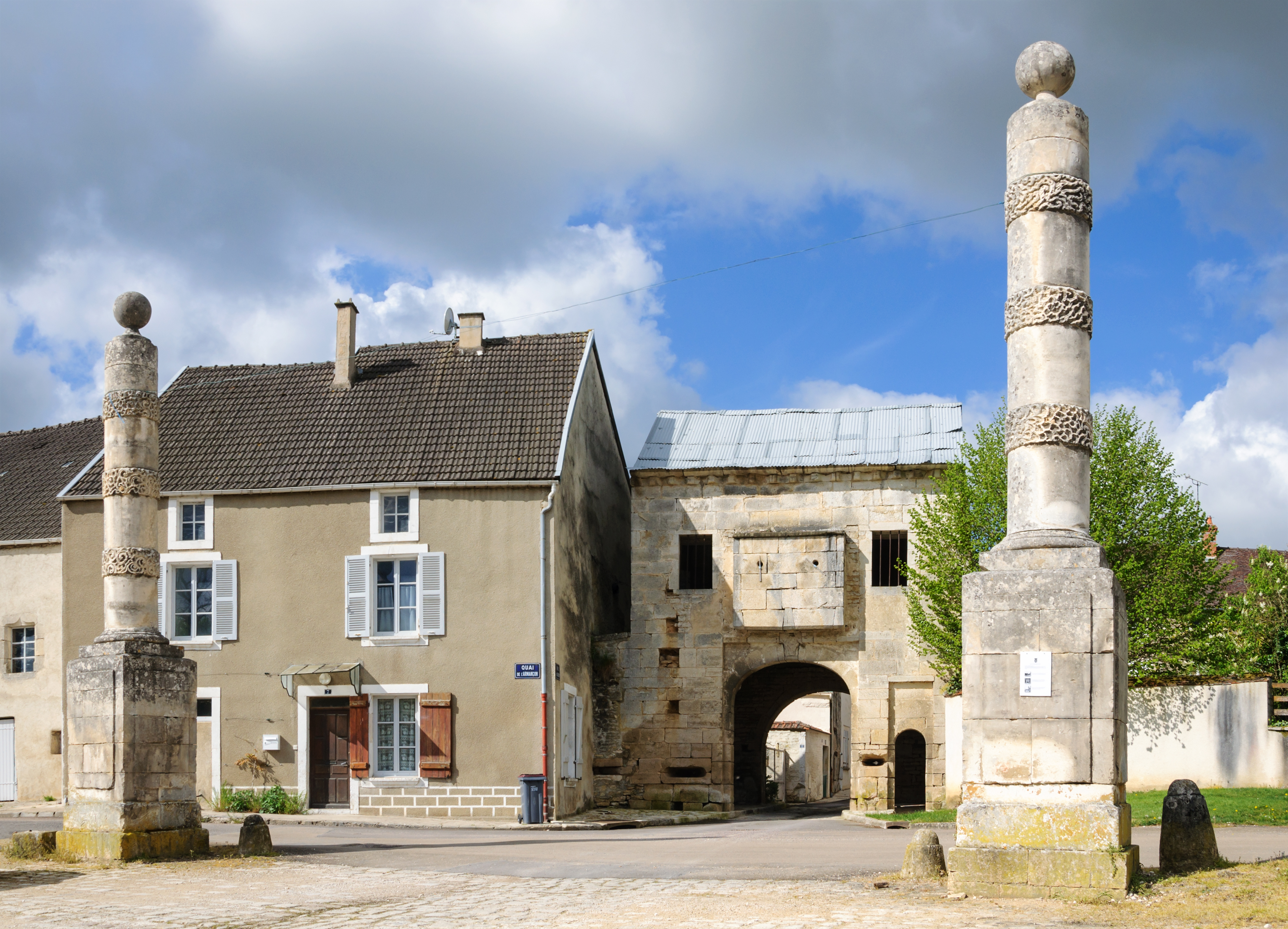
Les colonnes monumentales et la porte fortifiée de Nuits

Nuits, selon son appellation officielle, est une commune française située dans le département de l'Yonne en région Bourgogne-Franche-Comté. Ses habitants sont appelés les Nuitons.

## Géographie
Le bourg de Nuits (jadis ville, au temps des ducs de Bourgogne[réf. nécessaire]) est situé sur la rivière Armançon qui le sépare du bourg de Ravières, avec lequel on communique par un pont et une chaussée d'environ six cents mètres. Ce bourg se trouve à 9 km d'Ancy-le-Franc, 18 km de Montbard et Noyers-sur-Serein, et 27 km de Tonnerre. La commune est également traversée par le canal de Bourgogne dont le tracé suit le cours de la rivière.

### Climat
Pour des articles plus généraux, voir Climat de la Bourgogne-Franche-Comté et Climat de l'Yonne.
En 2010, le climat de la commune est de type climat océanique dégradé des plaines du Centre et du Nord, selon une étude du Centre national de la recherche scientifique s'appuyant sur une série de données couvrant la période 1971-2000. En 2020, Météo-France publie une typologie des climats de la France métropolitaine dans laquelle la commune est exposée à un climat océanique altéré et est dans la région climatique  Lorraine, plateau de Langres, Morvan, caractérisée par un hiver rude (1,5 °C), des vents modérés et des brouillards fréquents en automne et hiver. 
Pour la période 1971-2000, la température annuelle moyenne est de 10,5 °C, avec une amplitude thermique annuelle de 16 °C. Le cumul annuel moyen de précipitations est de 824 mm, avec 11,8 jours de précipitations en janvier et 8,1 jours en juillet. Pour la période 1991-2020, la température moyenne annuelle observée sur la station météorologique de Météo-France la plus proche, « Cruzy_sapc », sur la commune de Cruzy-le-Châtel à 14 km à vol d'oiseau, est de 11,1 °C et le cumul annuel moyen de précipitations est de 845,8 mm. 
La température maximale relevée sur cette station est de 40,7 °C, atteinte le 25 juillet 2019 ; la température minimale est de −21 °C, atteinte le 16 janvier 1985,,. 
Les paramètres climatiques de la commune ont été estimés pour le milieu du siècle (2041-2070) selon différents scénarios d'émission de gaz à effet de serre à partir des nouvelles projections climatiques de référence DRIAS-2020. Ils sont consultables sur un site dédié publié par Météo-France en novembre 2022.

## Urbanisme

### Typologie
Au 1er janvier 2024, Nuits est catégorisée commune rurale à habitat dispersé, selon la nouvelle grille communale de densité à sept niveaux définie par l'Insee en 2022.
Elle est située hors unité urbaine. Par ailleurs la commune fait partie de l'aire d'attraction de Montbard, dont elle est une commune de la couronne,. Cette aire, qui regroupe 34 communes, est catégorisée dans les aires de moins de 50 000 habitants,.

### Occupation des sols
L'occupation des sols de la commune, telle qu'elle ressort de la base de données européenne d’occupation biophysique des sols Corine Land Cover (CLC), est marquée par l'importance des territoires agricoles (56,1 % en 2018), en diminution par rapport à 1990 (57,2 %). La répartition détaillée en 2018 est la suivante : 
terres arables (48,4 %), forêts (39,9 %), zones agricoles hétérogènes (7,7 %), zones urbanisées (4 %). L'évolution de l’occupation des sols de la commune et de ses infrastructures peut être observée sur les différentes représentations cartographiques du territoire : la carte de Cassini (XVIIIe siècle), la carte d'état-major (1820-1866) et les cartes ou photos aériennes de l'IGN pour la période actuelle (1950 à aujourd'hui).

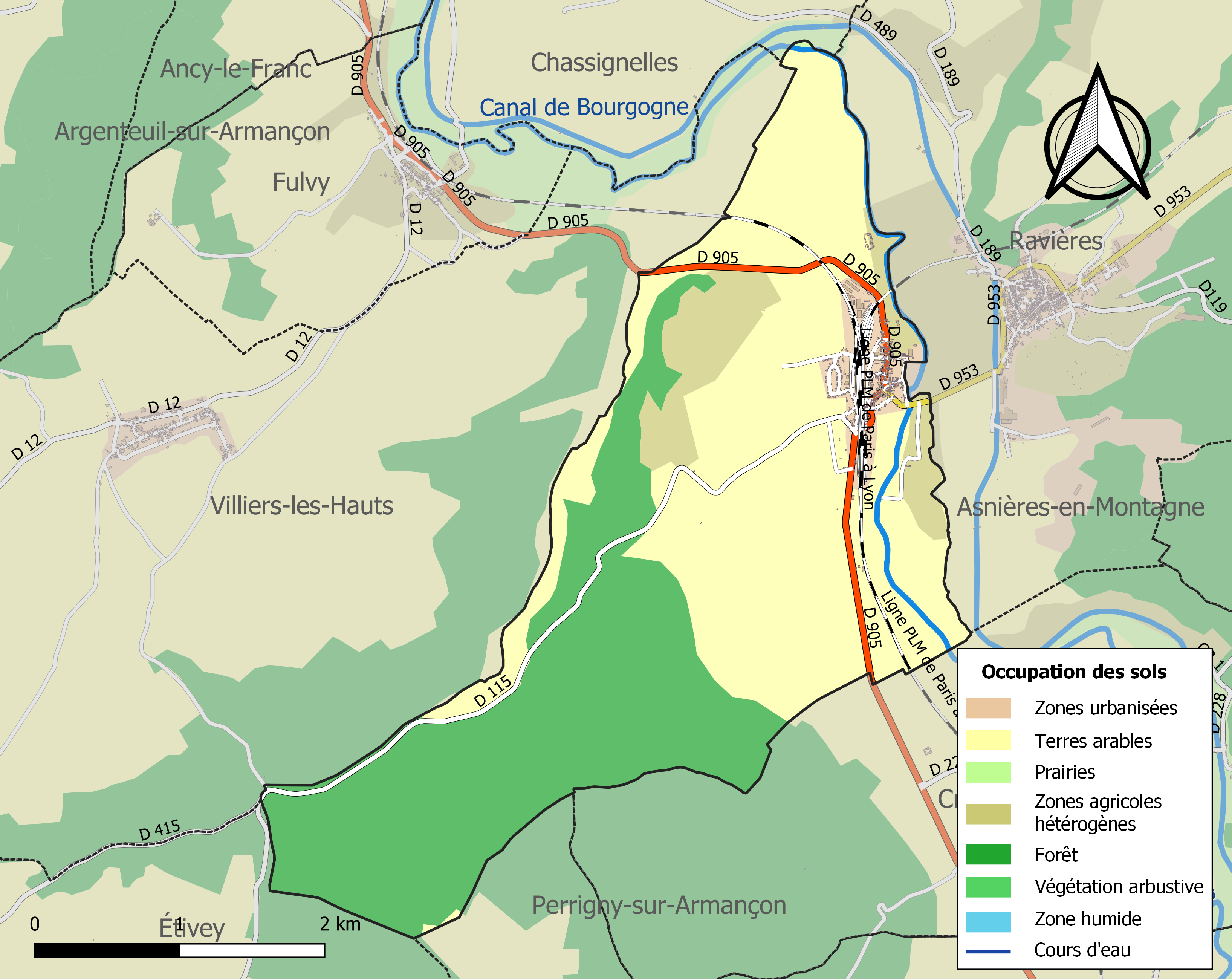
Carte des infrastructures et de l'occupation des sols de la commune en 2018 (CLC).

## Toponymie
La commune est parfois appelée localement Nuits-sur-Armançon[réf. nécessaire].
Nuits doit son nom au noyer, cf. Noyers (Yonne) à 18 km à l'ouest.

## Histoire
Nuits dépendait, avant 1790, pour la justice, du bailliage présidial de Semur-en-Auxois ou de celui d'Avallon, au choix de l'appelant des sentences du juge local, qualifié de prévôt;pour l'administration, de la subdélégation de Noyers  et de l'intendance du duché de Bourgogne; pour la religion et la juridiction ecclésiastique, du doyenné de Molesme et du diocèse de Langres. 
L'église paroissiale, dédiée à saint Cyr et à sainte Julitte était autrefois succursale de la cure d'Asnières en montagne et desservie par un vicaire aux frais des religieux de Moutiers-Saint-Jean qui y percevaient la dîme. Le chœur de cette église est d'une belle et ancienne structure et paraît avoir été bâti du temps de la première race des ducs de Bourgogne. La cure de Nuits fut érigée en 1682, le premier curé fut M. Étienne Ducrot et le dernier (en 1790) M. Dupotet de Brevon, parent du vice-amiral de ce nom, de la branche dite "de La Chapelle".
La seigneurie de Nuits formait une baronnie qui, jusqu'à la Révolution de 1789 appartint à la famille de Clugny. L'avant-dernier seigneur, Jean Étienne Bernard de Clugny, mourut en 1776, contrôleur général des finances.
Il y avait aussi sur le même territoire une ferme qui jadis appartint aux religieuses Ursulines de Noyers et qui, après leur suppression vers le milieu du règne de Louis XV, fut donnée aux religieuses du même ordre de Châtillon-sur-Seine. 
Il y avait à Nuits un notaire royal qui était en même temps le contrôleur des actes. Le dernier titulaire de l'office de notaire et de l'emploi de contrôleur fut M. Augustin Caverot, père de feu Claude-Marie Caverot, conservateur des hypothèques à Châtillon-sur-Seine, qui, en 1791, étant surnuméraire à Auxerre, se porta pour l'un des otages du roi Louis XVI, avec MM. Baudelot, Boulagée, Jannin et autres.
Nuits avait aussi, avant 1792, un regrat ou débit de sel dépendant du grenier à sel de Noyers et relevant de sa juridiction.
Nuits, pour sa correspondance, dépendait de la direction de la poste aux lettres d'Ancy-le-Franc. Mais, depuis le 9 novembre 1840, a été établie une direction qui fait le service du bourg de Ravières et des communes de Cry, Aisy et Perrigny-sur-Armançon ainsi que du village et des forges d'Aisy.
La famille Guérard avait fait bâtir dans le faubourg, sur la route d'Ancy-le-Franc, en vis-à-vis du château, une maison qui, en raison de l'ancienneté de cette famille établie et possessionnée à Nuits avant l'année 1560, reçut des habitants du bourg le nom de la Guérarde. Cette maison, vendue le 14 février 1770 au baron de Clugny par feu M. Jean-François Guérard (né à Nuits en 1733, échevin à Noyers avant 1789 puis adjoint municipal depuis 1789 et mort le 22 septembre 1808) suivant acte reçu par Bedot, notaire de Montbard, fut ensuite revendue par Mme de Lohéac, fille du baron de Clugny, au sieur Pichenot, aubergiste et directeur des diligences et appartient à son fils ainé surnommé Pichenot de la Guérarde pour le distinguer de ses frères et neveux.

### Les Hospitaliers
Il y avait sur le territoire de la baronnie de Nuits, une commanderie de l'ordre de Saint-Jean de Jérusalem, appelée la Commanderie de Saint-Marc, dépendant du prieuré de Champagne et de la vénérable langue de France. C'était une des commanderies affectée aux conventionnels et aux servants d'armes.

### Domaine des ducs de Bourgogne dévolu ensuite au roi
Dès le XVe siècle, les ducs de Bourgogne possédaient une partie de la seigneurie de Nuits par suite de la sentence rendue contre Jean des Granges, seigneur de cette portion, qui fut condamné à mort et exécuté pour ses méfaits (selon une charte du duc Philippe de Bourgogne, de l'an 1431).
Les ducs de Bourgogne se plaisaient beaucoup à Nuits. Ils y avaient un repos ou rendez-vous de chasse et un logement pour leurs meutes de chiens.
Les ducs accordèrent plusieurs privilèges aux habitants de Nuits, ordonnèrent qu'ils se qualifieraient francs bourgeois attendu qu'ils s'étaient signalés du temps des guerres en repoussant plusieurs fois l'ennemi et en empêchant l'incendie de leur bourg.
Une partie de la terre de Nuits appartenait au roi. Outre les droits, la partie immobilière consistait dans les meix, maisons, granges et vergers vulgairement appelés La Lignière, autrement les meix, maisons de Bourgogne avec plusieurs terres labourables et granges. Cette portion de terre de Nuits fut acensée le 14 octobre 1491 par le roi Charles VIII à Jean Rousselet ou Le Rousselet, écuyer, moyennant dix livres tournois de cens féodal.
Il dépendait aussi du domaine du roi un moulin à moudre les grains et un foulon à fouler les draps et les toiles.
Le domaine royal, et par conséquent l'engagiste, avait le droit exclusif de pêche sur les bras de la rivière et fief du moulin jusqu'en bas du grand cours de la rivière.
En 1507, il y eut échange d'un verger appelé La Lignière, contigu au foulon contre le quart de la justice qui appartenait au roi à cause de la châtellenie de Châtel-Gérard dont Nuits relevait. Il fut néanmoins convenu que le châtelain aurait toujours la judicature sur l'engagiste et sur les autres seigneurs de Nuits.
Le 1er juillet 1622, l'adjudication de la dite partie domaniale eut lieu au profit d'Edmé de Chenu, baron de Nuits, et de Guillemette de Rouvray, sa femme.

## Politique et administration
| Période    | Période   | Identité                | Étiquette | Qualité |
| ---------- | --------- | ----------------------- | --------- | ------- |
| 1824       |           | François Vincent Dufour |           |         |
|            |           |                         |           |         |
| avant 1995 | mars 2008 | Pierre-Henri Vallet     |           |         |
| mars 2008  | En cours  | Jean-Louis Gonon        |           |         |

## Démographie
L'évolution du nombre d'habitants est connue à travers les recensements de la population effectués dans la commune depuis 1793. Pour les communes de moins de 10 000 habitants, une enquête de recensement portant sur toute la population est réalisée tous les cinq ans, les populations de référence des années intermédiaires étant quant à elles estimées par interpolation ou extrapolation. Pour la commune, le premier recensement exhaustif entrant dans le cadre du nouveau dispositif a été réalisé en 2007.

En 2022, la commune comptait 372 habitants, en évolution de −7,46 % par rapport à 2016 (Yonne : −1,95 %, France hors Mayotte : +2,11 %).
| 1793 | 1800 | 1806 | 1821 | 1831 | 1836 | 1841 | 1846 | 1851 |
| ---- | ---- | ---- | ---- | ---- | ---- | ---- | ---- | ---- |
| 294  | 472  | 453  | 419  | 460  | 436  | 450  | 434  | 586  |

| 1856 | 1861 | 1866 | 1872 | 1876 | 1881 | 1886 | 1891 | 1896 |
| ---- | ---- | ---- | ---- | ---- | ---- | ---- | ---- | ---- |
| 464  | 457  | 505  | 419  | 428  | 524  | 454  | 490  | 507  |

| 1901 | 1906 | 1911 | 1921 | 1926 | 1931 | 1936 | 1946 | 1954 |
| ---- | ---- | ---- | ---- | ---- | ---- | ---- | ---- | ---- |
| 508  | 589  | 598  | 593  | 678  | 704  | 630  | 597  | 590  |

| 1962 | 1968 | 1975 | 1982 | 1990 | 1999 | 2006 | 2007 | 2012 |
| ---- | ---- | ---- | ---- | ---- | ---- | ---- | ---- | ---- |
| 619  | 556  | 499  | 453  | 455  | 407  | 417  | 417  | 413  |

| 2017 | 2022 | - | - | - | - | - | - | - |
| ---- | ---- | - | - | - | - | - | - | - |
| 399  | 372  | - | - | - | - | - | - | - |

## Lieux et monuments

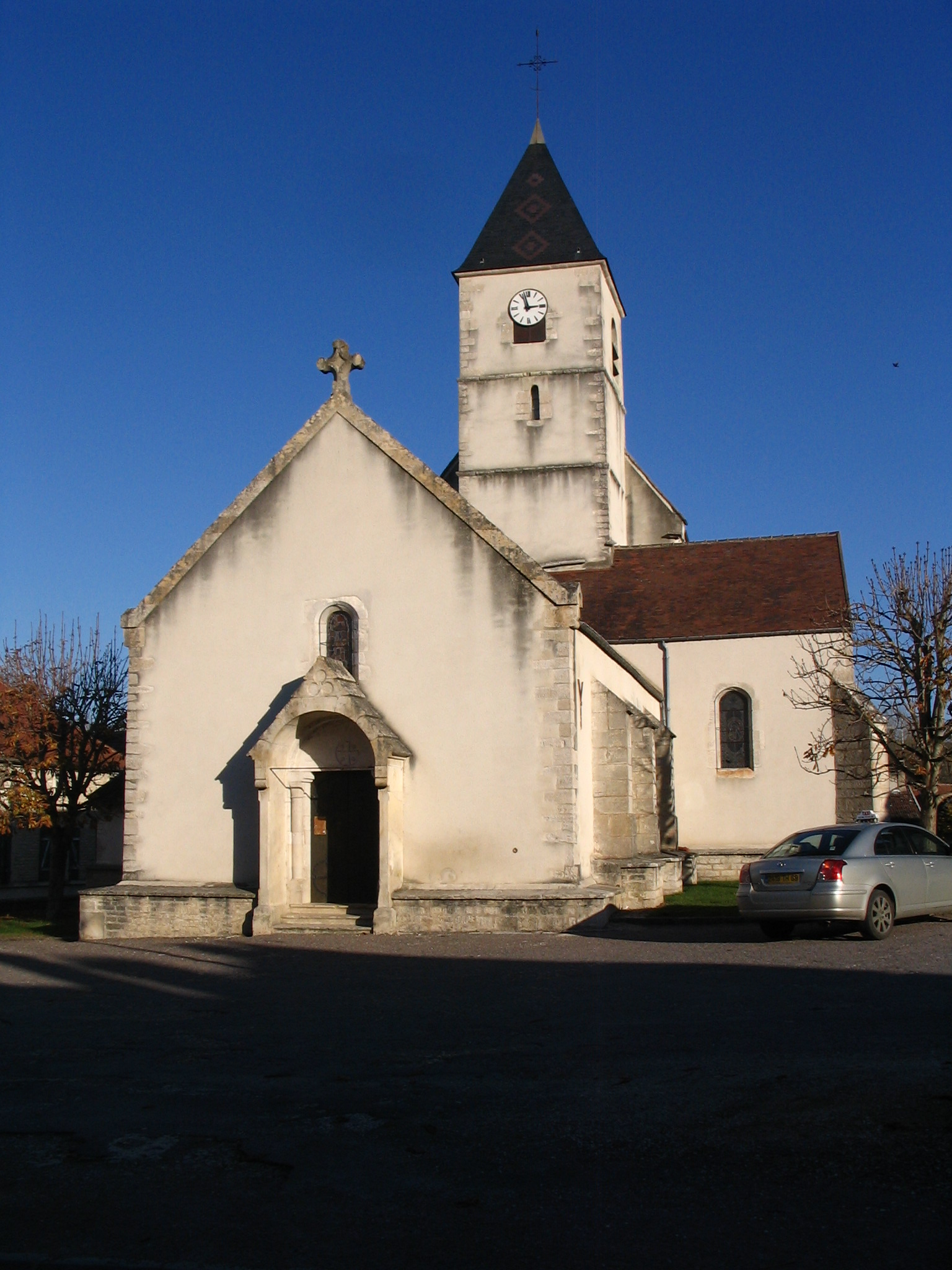
Vue de l'église Saint-Cyr-et-Sainte-Julitte de Nuits

### Lieux et monuments
- Église Saint-Cyr-et-Sainte-Julitte de Nuits
- Chapelle Saint-Marc de Nuits (XIIIe siècle), classée en 1967[19].
- Château de Nuits (XVIe siècle), classé en 1967[20]. Construit vers 1560 par François de Chenu, seigneur de Ravières, il est un exemple d'architecture de la Renaissance. Doté d'une façade à pilastres surmontée d'une toiture en ardoises, il présente un décor sobre et des volumes rigoureux. Ses caractères défensifs encore nombreux et évidents en font une œuvre à part. Les intérieurs historiques du château (dix-huit salles ouvertes à la visite) offrent une promenade originale à travers cinq siècles de vie quotidienne de ses occupants successifs : les Clugny, La Guiche, Berthon.
- Colonnes de Nuits (XVIIIe siècle), inscrites en 1969[21].
- Porte fortifiée de Nuits (XVIe siècle), inscrite en 1969[22].

### Personnalités liées à la commune
- Marc Antoine Nicolas Gabriel de Clugny gouverneur de la Guadeloupe, né le 13 février 1741 à Nuits.
- Pierre-Anastase Pichenot (1816-1880), évêque de Tarbes puis archevêque de Chambéry.

## Pour approfondir